# Tacotalpa (kommun)
Tacotalpa är en kommun i Mexiko.   Den ligger i delstaten Tabasco, i den sydöstra delen av landet, 700 km öster om huvudstaden Mexico City. Antalet invånare är 46 302. Arean är 739 kvadratkilometer.
Terrängen i Tacotalpa är varierad.
Följande samhällen finns i Tacotalpa:
- Tacotalpa
- Libertad
- Cuauhtémoc Barreal
- Cuitláhuac
- Lomas Alegres 1ra. Sección
- San Ramón
- Pochitocal 1ra. Sección
- Ceiba 2da. Sección
- Santa Rosa 2da. Sección
- Reforma
- Cerro Blanco 4ta. Sección
- José María Morelos y Pavón
- El Limón
- Cuviac
- Palo Quemado
- Emiliano Zapata
- Yajalón Río Seco
- Pomoquita
- Noypac
- Francisco I. Madero 1ra. Sección
- Mexiquito
- Lomas Alegres 3ra. Sección
- Ceiba 1ra. Sección
- Carlos A. Madrazo
- La Pila
- Arroyo Chispa
- Nuevo Madero
- Agua Escondida
- Benito Juárez
- La Raya 1ra. Sección
- San Manuel
- La Cuesta
- Nueva Esperanza
- Roberto Madrazo Pintado
- Villa Luz